# Bortleova lestvica
Bortleova léstvica[bórtlova ~] (angleško Bortle scale, tudi Bortle class) je devetnivojska numerična lestvica, ki meri svetlost v fiziološkem smislu nočnega neba določenega kraja na Zemlji. Številčno določa astronomsko opazljivost nebesnih teles in vplive, povzročene zaradi svetlobnega onesnaževanja. Ameriški ljubiteljski astronom  John E. Bortle je tvoril lestvico in jo objavil v izdaji revije Sky & Telescope februarja 2001 za pomoč ljubiteljskim astronomom pri ocenjevanju temnosti opazovališča in drugotno za primerjanje temnosti opazovališč. Lestvica se razteza v devetih razredih od 1, najtemnejših stanj neba na Zemlji, do 9, stanja neba v osrednjih delih velikih mest ali velemest. Podaja več kriterijev vsakega nivoja pod mejno magnitudo prostega očesa (naked-eye limiting magnitude – NELM). Točnost in uporabnost lestvice so v nedavni raziskavi postavili pod vprašaj.
Naslednja razpredelnica povzema Bortleove opise razredov:
| razred |  | kratek opis                                                     | NELM        | pribl. SQM mag/arcsec2 | značilnosti in zgledi |
| ------ |  | --------------------------------------------------------------- | ----------- | ---------------------- | --- |
| 1      |  | izredno temno nebo (excellent dark-sky site)                    | 7,6m – 8,0m | 21,7–22,0              | - zodiakalna svetloba je vidna in razbarvana - protisij (gegenschein) je viden - zodiakalni pas je viden - svetlikanje ozračja je lepo vidno - območja Škorpijona in Strelca v krajevni Galaksiji mečejo jasne sence - mnogo ozvezdij, še posebej manj svetlih, je komaj razpoznavnih zaradi velikega števila zvezd - mnogo Messierovih teles in kroglastih kopic je vidno s prostim očesom - galaksija Trikotnik (M33) je neposredno vidna s prostim očesom - mejna magnituda 317,5 mm (12,5") zrcalnega daljnogleda (reflektorja) je 17,5m (trudoma) |
| 2      |  | tipično resnično temno nebo (typical truly dark site)           | 7,1m – 7,5m | 21,5–21,7              | - zodiakalna svetloba je razločno rumenkasta in dovolj svetla, da meče senco ob mraku in svitu - svetlikanje ozračja se lahko šibko vidi blizu obzorja - oblaki so vidni le kot temne lise glede na nebo - okolica je komaj vidna kot senčni obris proti nebu - poletni kraki krajevne Galaksije so zelo struktuirani - mnogo Messierovih teles in kroglastih kopic je vidnih s prostim očesom - M33 je lepo vidna s prostim očesom - mejna magnituda 317,5 mm (12,5") reflektorja je 16,5m                                                            |
| 3      |  | podeželsko nebo (rural sky)                                     | 6,6m – 7,0m | 21.3–21.5              | - zodiakalna svetloba je izredna pomladi in jeseni, barva je še vedno vidna - na obzorju je razpoznavno nekaj svetlobnega onesnaženja - oblaki so osvetljeni blizu obzorja, nad opazovališčem pa temni - bližna okolica je nejasni vidna - poletni kraki krajevne Galaksije so še vedno videti komplesni - kroglaste kopice M15, M4, M5 in eliptična M22 so vidne s prostim očesom - M33 je dobro vidna z odvrnitvenim vidom - mejna magnituda 317,5 mm (12,5") reflektorja je 16m                                                                     |
| 4      |  | podeželsko/predmestno prehodno nebo (rural/suburban transition) | 6,1m – 6,5m | 20,4–21,3              | - zodiakalna svetloba je še vedno vidna - predeli svetlobnega onesnaženja so vidni v več smereh - oblaki so osvetljeni v smeri svetlobnega vira, nad opazovališčem pa temni - okolica je jasno vidna, celo na razdalji - kraki krajevne Galaksije takoj nad obzorjem so še vedno izraziti, vendar brez podrobnosti - M33 je težko vidna z odvrnitvenim vidom, vidna je le kadar je visoko na nebu - mejna magnituda 317,5 mm (12,5") reflektorja je 15,5m - Observatorij Magašov brejg, Občina Moravske Toplice                                        |
| 5      |  | predmestno nebo (suburban sky)                                  | 5,6m – 6,0m | 19,1–20,4              | - le odtenki zodiakalne svetlobe so vidni v najboljših nočeh jeseni in pomladi - svetlobno onesnaženje je vidno v večini, če ne v vseh smereh - oblaki so vidno svetlejši od neba - kraki krajevne Galaksije so zelo šibki blizu obzorja in so nad opazovališčem videni sprano - when it is half moon (first/last quarter) in a dark location the sky appears like this, but with the difference that the sky appears dark blue - mejna magnituda 317,5 mm (12,5") reflektorja je 15m                                                                  |
| 6      |  | svetlo predmestno nebo (bright suburban sky)                    | 5,1m – 5,5m | 18,0–19,1              | - zodiakalna svetloba je nevidna - zaradi svetlobnega onesnaženja nebo do 35° nad obzorjem sveti sivobelo - oblaki kjerkoli na nebu so videti precej svetlo - celo visoki oblaki (cirusi) so videti svetleje kot ozadje neba - okolica je jasno vidna - kraki krajevne Galaksije so vidni le blizu nadglavišča - M33 ni vidna, Andromedina galaksija (M31) je zmerno vidna - mejna magnituda 317,5 mm (12,5") reflektorja je 14,5m |
| 7      |  | predmestno/mestno prehodno nebo (suburban/urban transition)     | 4,6m – 5,0m | 18,0–19,1              | - zaradi svetlobnega onesnaženja je celotno nebo sivo - svetli svetlobni viri so navzoči v vseh smereh - oblaki so svetlo prižgani - kraki krajevne Galaksije so nevidni - M31 in Jasli (M44) se lahko zaznajo, vendar brez podrobnosti - skozi daljnogled so najsvetlejša Messierova telesa le bledo zaznavna - ob polni Luni na temnem kraju je nebo takšno, vendar z razliko, da je nebo videti modro - mejna magnituda 317,5 mm (12,5") reflektorja je 14m                                                                                         |
| 8      |  | mestno nebo (city sky)                                          | 4,1m – 4,5m | <18.0                  | - nebo je svetlo sivo ali oranžno, možno je brez težav brati - zvezde, ki tvorijo znane vzorce ozvezdij, so šibke ali nevidne - M31 in M44 izkušeni opazovalec komaj opazi ob dobrih nočeh - tudi z daljnogledom se lahko zaznajo le svetla Messierova telesa - mejna magnituda 317,5 mm (12,5") reflektorja 12.5" je 13m |
| 9      |  | nebo osrednjih delov mest (inner-city sky)                      | 4,0m        | <18.0                  | - nebo je blesteče prižgano - mnogo zvezd, ki tvorijo ozbezdja, je nevidnih, kakor tudi mnogo temnejši ozvezdij - razen Gostosevcev (M45) s prostim očesom ni vidno nobeno Messierovo telo - edina opazljiva telesa so Luna, planeti, zelo svetli kometi in nekaj svetlejših zvezdnih kopic |